# Giovanni Garaventa
Giovanni Garaventa (Genova, 18 aprile 1900 – Genova, 8 agosto 1986) è stato un mezzofondista italiano.

## Biografia
Nato nel 1900 a Genova, a 24 anni partecipò ai Giochi olimpici di Parigi 1924 nei 1500 m piani, dove uscì in batteria, 6º, e nei 3000 m a squadre insieme a Ernesto Ambrosini, Ferruccio Bruni e Angelo Davoli, dove arrivò 4º in batteria, con 31 punti (Garaventa arrivò 17º con 13 punti).
Nel 1925 fu campione italiano negli 800 m piani, con il tempo di 2'00"0, nel 1926 nei 1500 m piani, in 4'10"0, e nel 1928 nella staffetta 4×400 m con la G.S. Nafta Genova insieme a Giacomo Carlini, Guido Cominotto e Ugo Vianello, con il tempo di 3'27"0.
Il 24 luglio 1927 a Genova eguagliò il primato italiano dei 1500 metri piani con il tempo di 4'02"1/5. Ha militato nella Società Sportiva Trionfo Ligure.
È stato insignito del titolo di Commendatore della Stella al Merito conferito dal Principe Cesare d'Altavilla SIcilia-Napoli.
Morì nel 1986, a 86 anni.

## Palmarès
| Anno | Manifestazione  | Sede   | Evento           | Risultato | Prestazione | Note |
| ---- | --------------- | ------ | ---------------- | --------- | ----------- | ---- |
| 1924 | Giochi olimpici | Parigi | 1500 m piani     | Batteria  | n/d         |      |
| 1924 | Giochi olimpici | Parigi | 3000 m a squadre | Batteria  | 13 p.       |      |

## Campionati nazionali
- 1 volta campione nazionale negli 800 m piani (1925)
- 1 volta campione nazionale nei 1500 m piani (1926)
- 1 volta campione nazionale nella staffetta 4×400 m (1928)

1924
- Argento ai campionati italiani assoluti, 1500 m piani - 4'06"1/5

1925
- Argento ai campionati italiani assoluti, 1500 m piani - 4'11"2/5
- Oro ai campionati italiani assoluti, 800 m piani - 2'00"0

1926
- Oro ai campionati italiani assoluti, 1500 m piani - 4'10"0
- Argento ai campionati italiani assoluti, 3000 m siepi - 10'28"0

1928
- Oro ai campionati italiani assoluti, staffetta 4×400 m - 3'27"0